# M1117
M1117 Guardian – Armored Security Vehicle (M1117 Гардиън – бронирана охранителна машина) е високо проходима бронирана машина, произвеждана от американската фирма Textron.
Нейният асновен потребител е Военната полиция на САЩ. Машината придобива популярност при охраната на конвои в Ирак, където се оказва по-сполучлива, добре защитена и въоръжена от масово използваните джипове Хъмви.

## История
През 1980-те години в американската военна доктрина ясно се очертават два вида бойна екипировка. Тежковъоръжени танкове и бойни машини на пехотата служещи за битки в предните фронтови линии, и стандартни превозни средства без броня, които се използват за транспорт зад фронтовата линия. През 1993 г. Пентагонът отказва да изпрати тежки бойни машини за Сомалийския конфликт и се налага военните в гр. Могадишу да се сражават с леко бронирани джипове „Хъмви“. Това води до разработването на по-тежкото въоръжените HMMWV.
През 1999 г. армията започва да купува ограничени бройки M1117 (първоначални наименмован ASV-150) за военната полиция. М1117 е базирана на „Кадилак Командо“ – бронирана бойна машина използвана във Виетнамската война. М1117 е пододбрена версия със значително по-добра броня и по-голяма маневреност поради използването на независима окачваща система.
Цената на една бройка е $700 000, което многократно надвишава цената на въоръжен „Хъмви “– 140 000 щатски долара. Програмата е отказана през 2002 г. заради недостиг на средства в бюджета. При започването на войната в Ирак американската армия има само 49 бр. М1117. Събитията в Ирак вдъхват нов живот на програмата. Хъмвитата се оказват леко въоръжени и леко бронирани, което ги прави уязвими. М1117 са конструирани за поемане на по-големи щети. В средата на 2007 г. американските военни получават 1729 договорени бройки от бронираната машина.
В отговор на изискванията на американската армия се произвеждат по 56 машини на месец. Основният завод за М1117 е в Ню Орлеанс, силно пострадал при минаването на урагана Катрина. Щетите са големи, но заводите са реконструирани. Превозното средство е подобрен „Кадилак Командо“, който е използван от Военновъздушните сили на САЩ за охраняване на базите си.
Общия брой на М1117 поискани от американската армия е 2058 бронирани машини.

## М1117 в България
След конкурс през ноември 2007 г. за Сухопътните войски на България са закупени 7 бр. бронирани машини М1117, предназначени за българския контингент в Афганистан.

## Оператори
- България – 17 (6 разположени в Афганистан), като се очаква доставка на още машини.[5]
- Ирак – 106, използвани от Иракската национална полиция. Още 160 ще бъдат доставени.[6]
- Колумбия – 39 поръчани (през май 2009).
- САЩ – 1836. Бойната машина се използва от американската военна полиция и от охраната на конвоите в Ирак.